# Zell (Ruhpolding)
Zell ist ein Gemeindeteil der Gemeinde Ruhpolding im oberbayerischen Landkreis Traunstein. 

## Geschichte
Das Kirchdorf entstand vermutlich im 8. Jahrhundert zur Absicherung des Salzweges von Inzell kommend über die Weiße Traun.
Die 1818 gebildete Gemeinde Zell ging 1882 in die neue Großgemeinde Ruhpolding auf.

## Baudenkmäler
Siehe: Liste der Baudenkmäler in Zell
- Sogenannte Häusler-Kapelle